# Érythrée aux Jeux olympiques d'été de 2024
L'Érythrée participe aux Jeux olympiques de 2024 à Paris. Il s'agit de sa 7e participation à des Jeux olympiques d'été.
Le cycliste Biniam Girmay et la nageuse Christina Nach sont les porte-drapeaux de la délégation.

## Nombre d’athlètes qualifiés par sport
Voici la liste des qualifiés et sélectionnés érythréens par sport (remplaçants compris) :
| Sport                                 | Hommes | Femmes | Total |
| ------------------------------------- | ------ | ------ | ----- |
| Athlétisme                            | 6      | 2      | 8     |
| Cyclisme                              | 1      | 0      | 1     |
| Sports aquatiques • Natation sportive | 1      | 1      | 2     |
| Total                                 | 8      | 3      | 11    |

## Résultats

### Athlétisme

#### Hommes
| Athlètes         | Épreuve  | Premier tour   | Premier tour | Finale            | Finale  |
| Athlètes         | Épreuve  | Temps          | Rang         | Temps             | Rang    |
| ---------------- | -------- | -------------- | ------------ | ----------------- | ------- |
| Aron Kifle       | 5 000 m  | 14 min 16 s 77 | 17e          | Éliminé           | Éliminé |
| Dawit Seare      | 5 000 m  | 13 min 52 s 53 | 17e          | 13 min 31 s 50    | 19e     |
| Merhawi Mebrahtu | 10 000 m | Non disputé    | Non disputé  | 27 min 24 s 25    | 15e     |
| Samsom Amare     | Marathon | Non disputé    | Non disputé  | 2 h 8 min 56 s SB | 10e     |
| Berhane Tesfay   | Marathon | Non disputé    | Non disputé  | 2 h 18 min 50 s   | 64e     |
| Henok Tesfay     | Marathon | Non disputé    | Non disputé  | 2 h 14 min 31 s   | 54e     |

#### Femmes
| Athlètes     | Épreuve  | Finale             | Finale |
| Athlètes     | Épreuve  | Temps              | Rang   |
| ------------ | -------- | ------------------ | ------ |
| Rahel Daniel | 10 000 m | DNF                | DNF    |
| Dolshi Tesfu | Marathon | 2 h 36 min 30 s SB | 58e    |

### Cyclisme

#### Route
| Athlète       | Compétition      | Temps           | Rang |
| ------------- | ---------------- | --------------- | ---- |
| Biniam Girmay | Course en ligne  | 6 h 26 min 57 s | 49e  |
| Biniam Girmay | Contre-la-montre | 40 min 20 s 65  | 29e  |

### Natation
| Athlète            | Épreuve         | Séries  | Séries | Demi-finales | Demi-finales | Finale  | Finale  |
| Athlète            | Épreuve         | Temps   | Rang   | Temps        | Rang         | Temps   | Rang    |
| ------------------ | --------------- | ------- | ------ | ------------ | ------------ | ------- | ------- |
| Aaron Ghebre Owusu | 50 m nage libre | 24 s 25 | 51e    | Éliminé      | Éliminé      | Éliminé | Éliminé |

| Athlète        | Épreuve         | Séries  | Séries | Demi-finales | Demi-finales | Finale   | Finale   |
| Athlète        | Épreuve         | Temps   | Rang   | Temps        | Rang         | Temps    | Rang     |
| -------------- | --------------- | ------- | ------ | ------------ | ------------ | -------- | -------- |
| Christina Rach | 50 m nage libre | 27 s 20 | 41e    | Éliminée     | Éliminée     | Éliminée | Éliminée |